# Eustrephus latifolius
Eustrephus latifolius R.Br. – gatunek rośliny z monotypowego rodzaju Eustrephus R.Br. z rodziny szparagowatych. Występuje we wschodniej Australii oraz na Nowej Gwinei, Nowej Kaledonii i Wyspach Salomona. 

## Morfologia

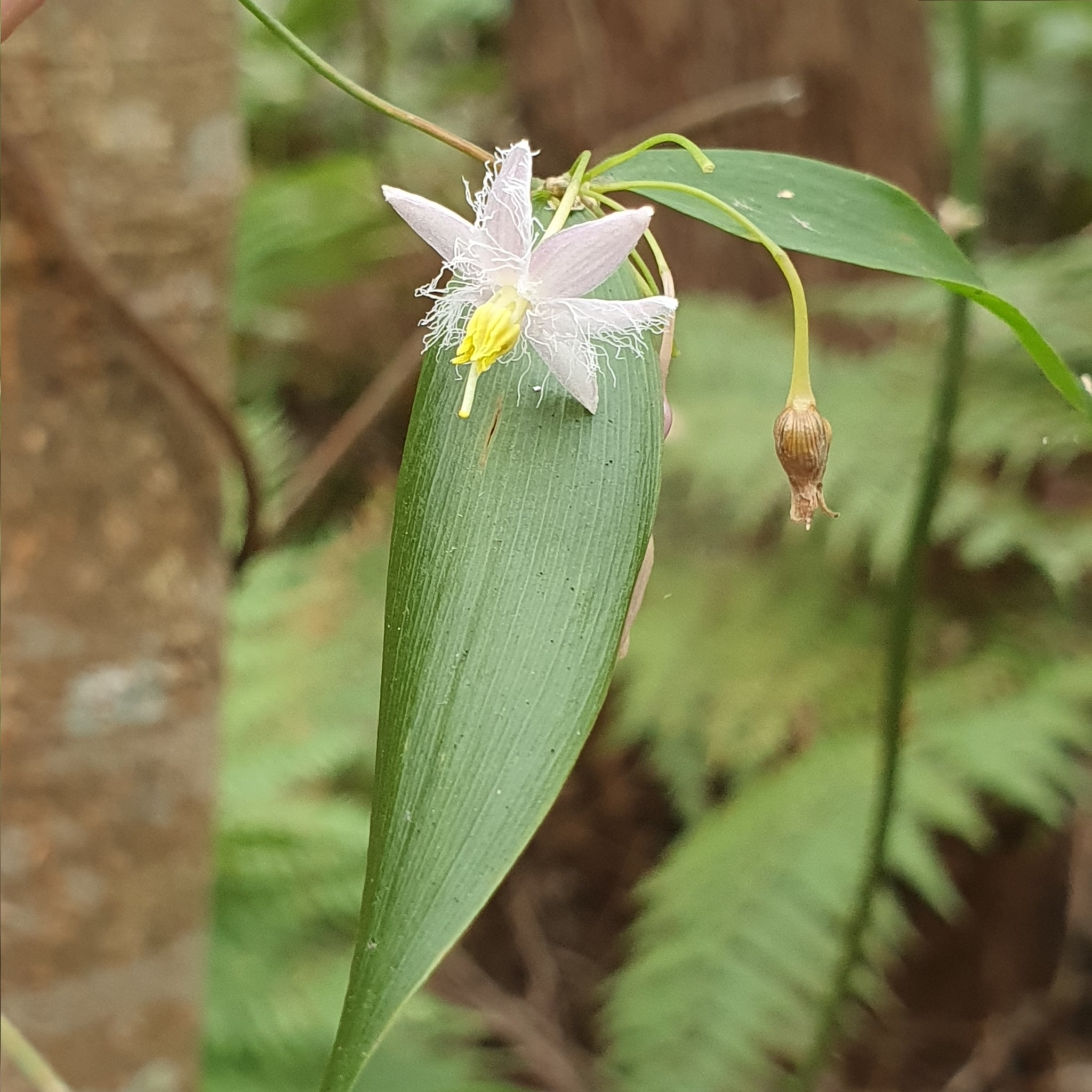
Kwiat z widocznym zróżnicowaniem budowy obu okółków okwiatu

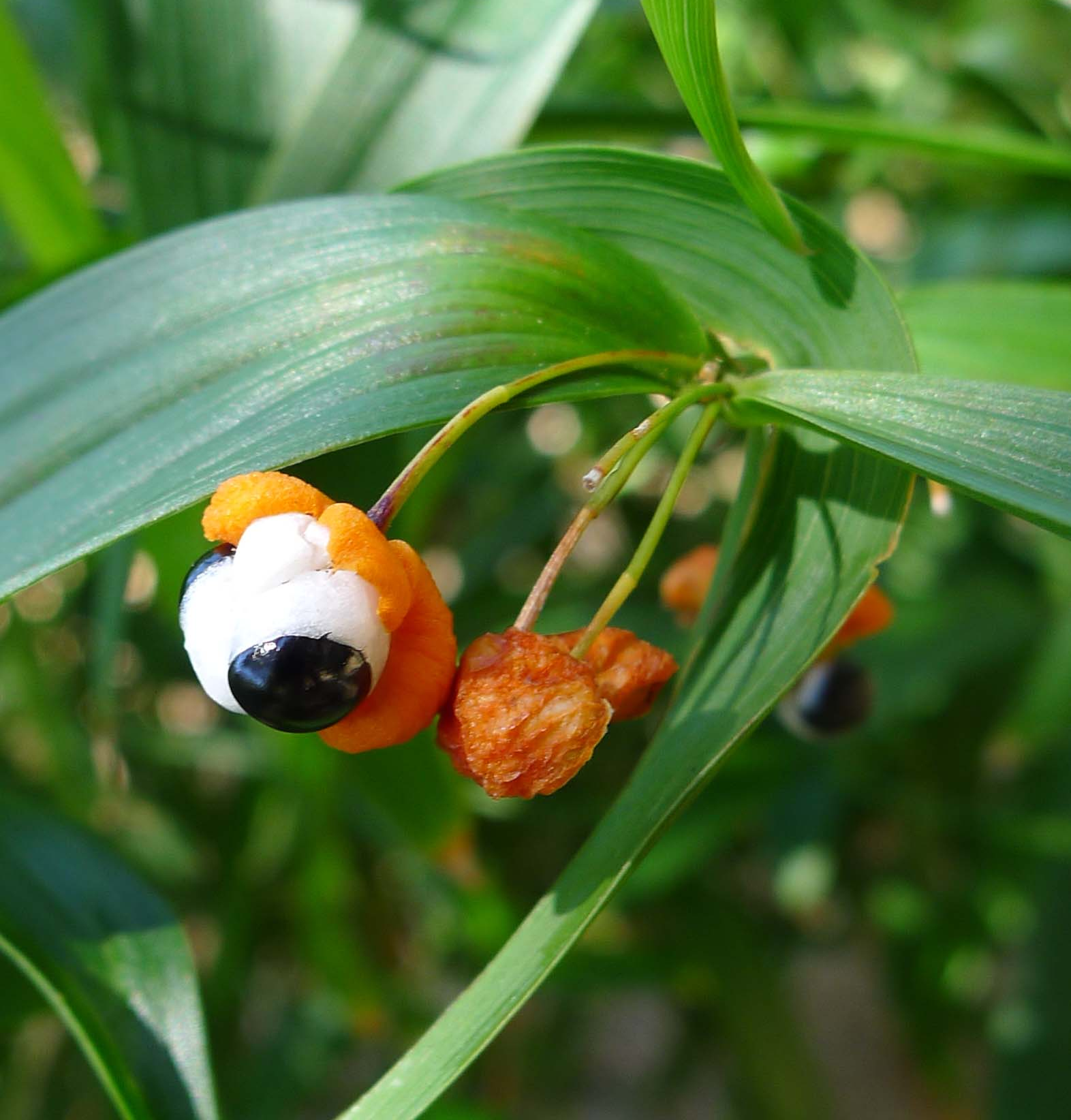
Owoce z widoczną białą osnówką nasion

PokrójWieloletni krzew lub pnącze o długości do 5 metrów. Gatunek bardzo zróżnicowany w budowie.
PędyPodziemne skrócone kłącze z włóknistymi korzeniami, na końcach których tworzą się bulwy korzeniowe. Łodyga ulistniona, rozgałęziona, wieloletnia.
LiścieUlistnienie naprzemianległe. Blaszki liściowe jajowate do równowąskich o ostrych wierzchołkach, długości 2,5–12 mm i szerokości 2–35 mm. Ogonki liściowe o długości 0,5–1 mm.
KwiatyZebrane w zredukowane wierzchotki wyrastające z pachwin liściowych w górnym odcinku pędu. Szypułki o długości 8–15 mm. Okwiat biały, fiołkoworóżowy lub różowy przechodzący do białego, o średnicy 10–18 mm. Listki okwiatu położone w dwóch okółkach, w zewnętrznym całobrzegie, w wewnętrznym frędzelkowate. Pręciki o długości 4–7 mm, o nitkach spłaszczonych, zrośniętych u nasady. Pylniki podługowate, skierowane do wewnątrz, osadzone u nasady, pękające przez wierzchołkowe otworki. Zalążnia górna, trójkomorowa, jajowata, długości 2–3 mm, gładka. Szyjka słupka o długości 5–7 mm, zakończona drobno orzęsionym znamieniem.
OwoceMięsiste, żółtopomarańczowe torebki (przypominające jagody) o średnicy 10–20 mm, pękające komorowo, zawierające liczne, kulistawe, nieco kanciaste nasiona z wydatną, mięsistą, białą osnówką.

## Systematyka
Pozycja systematycznaRodzaj z grupy Arthropodium  w podrodzinie Lomandroideae rodziny szparagowatych Asparagaceae.
Według Flora of Australia zaliczany do rodziny kolcoroślowatych. W systemie Takhtajana z 1997 roku zaliczany do rodziny Luzuriagaceae w rzędzie smilaksowców (Smilacales). W niektórych ujęciach (np. Krause 1930) włączany do rodzaju czepin (Luzuriaga). W systemie Kubitzkiego z 1998 roku zaliczany do rodziny Lomandraceae.
ZróżnicowanieHistorycznie gatunek podzielony był na kilka podgatunków i odmian, jednak współcześnie podział ten uznawany jest za nieprawidłowy, ponieważ zaobserwowano, że z tego samego osobnika możliwe było pobranie materiału roślinnego reprezentatywnego dla różnych podkategorii.

## Nazewnictwo
Etymologia nazwy naukowejNazwa rodzaju pochodzi od greckiego słowa εὐ-στρέφω  (eu-strepho – dobrze skręcony), odnosząc się do pnącej formy życiowej tej rośliny. Epitet gatunkowy po łacinie oznacza „szerokolistny”.
Nazwy zwyczajoweW języku angielskim zwyczajowa nazwa tej rośliny to wombat berry, co oznacza „jagoda wombata”. W słownikach XIX-wiecznych, a także w Słowniku polskich imion rodzajów oraz wyższych skupień roślin z roku 1900 pod redakcją Józefa Rostafińskiego rodzaj Eustrephus podawany był pod polską nazwą rozwodlin.

## Znaczenie użytkowe
Aborygeni australijscy spożywali dość mdły miąższ owoców oraz małe, słodkawe bulwy tej rośliny.
Roślina uprawiana też jako ozdobna. W Europie wymaga ochrony przed mrozem w zimę i zbyt wysokimi temperaturami w okresie letnim (w gorących warunkach tworzy zarośla).